# Kleik ryżowy

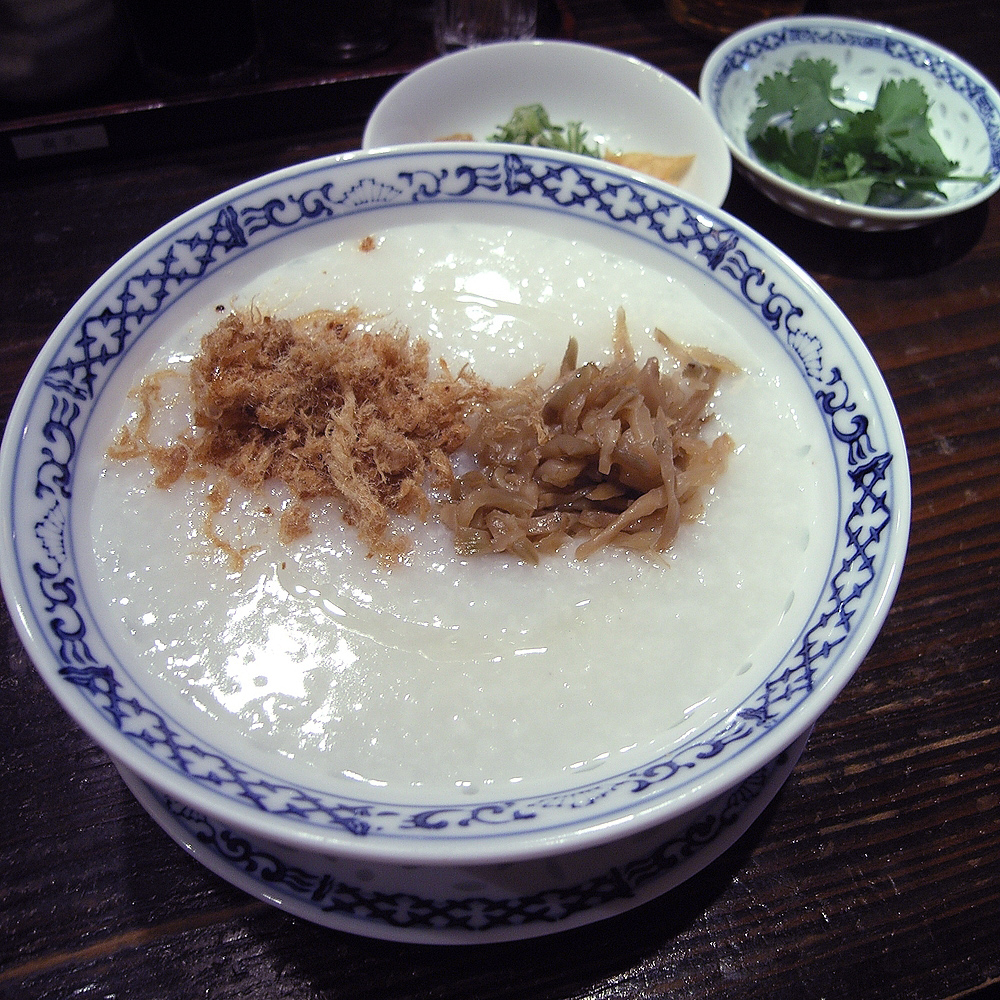
Chiński kleik ryżowy

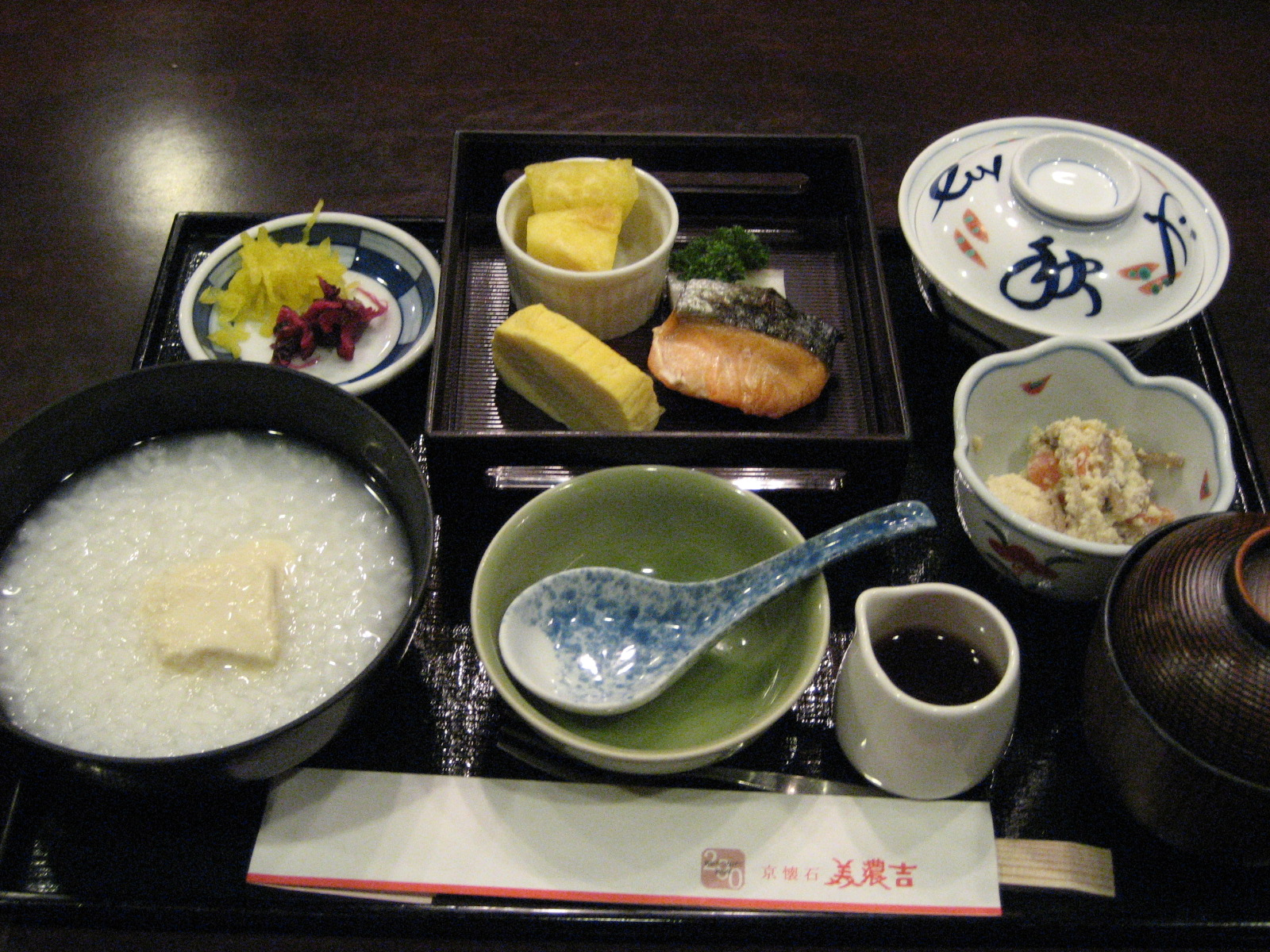
Tradycyjny japoński zestaw śniadaniowy – o-kayu w dolnym lewym rogu

Kleik ryżowy (chiń. 粥; pinyin zhōu; wiet. cháo; jap. かゆ kayu; indonez. bubur) – papka z rozgotowanego w wodzie ryżu; potrawa popularna w krajach Azji południowej i wschodniej, tradycyjnie spożywana na śniadanie. Angielska nazwa congee pochodzi od tamilskiego கஞ்சி kandźi. W wersji śniadaniowej, kleik ryżowy podawany jest najczęściej z różnymi dodatkami, takimi jak mięso, jajka, ryby, przyprawy. Dodatki oraz konsystencja potrawy bardzo się różnią w zależności od regionu i indywidualnych upodobań. Kleik bez dodatków podawany jest osobom chorym i rekonwalescentom.

## Przykładowe dodatki
W Japonii o-kayu tradycyjnie towarzyszą umeboshi, kawałki łososia, ikra łososia lub dorsza, a jako przyprawy służą: seri (Oenanthe javanica; rodzina selerowatych), mitsuba (Cryptotaenia japonica; japońska pietruszka), yuzu, kinome (młode liście sanshō) i sanshō (Zanthoxylum piperitum).